# Grandview (Washington)
Grandview ist eine City im Yakima County im US-Bundesstaat Washington. Sie liegt etwa 62 km westlich von Kennewick und 62 km südöstlich von Yakima. Zum United States Census 2020 hatte Grandview 10.907 Einwohner. Grandviews Wirtschaft ruht auf der Landwirtschaft; die Hauptkulturen sind Äpfel, Kirschen, Wein (insbesondere Concord), Hopfen, Spargel, Mais und Weizen. Außerdem werden weitere Früchte und Gemüse angebaut sowie Milchproduktion betrieben. Verarbeitende Betriebe und Gefrierlager ergänzen dies.

## Geschichte
Grandview erhielt seinen Namen 1906 wegen seiner Aussicht auf den Mount Rainier und den Mount Adams. Die Stadt wurde offiziell am 21. September 1909 anerkannt. Sie begann als einfacher Haltepunkt auf halber Strecke zwischen Prosser und Sunnyside.

## Geographie
Nach dem United States Census Bureau nimmt die Stadt eine Gesamtfläche von 16,34 km² ein, wovon 16,14 km² Land- und der Rest Wasserflächen sind.

## Demographie

### Census 2000
Nach der Volkszählung von 2000 gab es in Grandview 8.377 Einwohner, 2.431 Haushalte und 1.956 Familien. Die Bevölkerungsdichte betrug 599 pro km². Es gab 2.581 Wohneinheiten bei einer mittleren Dichte von 184,5 pro km².
Die Bevölkerung bestand zu 51,12 % aus Weißen, zu 0,58 % aus Afroamerikanern, zu 0,94 % aus Indianern, zu 0,94 % aus Asiaten, zu 0,11 % aus Pazifik-Insulanern, zu 43,27 % aus anderen „Rassen“ und zu 3,03 % aus zwei oder mehr „Rassen“. Hispanics oder Latinos „jeglicher Rasse“ bildeten 68,04 % der Bevölkerung.
Von den 2431 Haushalten beherbergten 49,9 % Kinder unter 18 Jahren, 60 % wurden von zusammen lebenden verheirateten Paaren, 14,6 % von alleinerziehenden Müttern geführt; 19,5 % waren Nicht-Familien. 16,6 % der Haushalte waren Singles und 7,8 % waren alleinstehende über 65-jährige Personen. Die durchschnittliche Haushaltsgröße betrug 3,4 und die durchschnittliche Familiengröße 3,8 Personen.
Der Median des Alters in der Stadt betrug 27 Jahre. 36,2 % der Einwohner waren unter 18, 11,3 % zwischen 18 und 24, 27 % zwischen 25 und 44, 16,1 % zwischen 45 und 64 und 9,4 65 Jahre oder älter. Auf 100 Frauen kamen 98,5 Männer, bei den über 18-Jährigen waren es 96,6 Männer auf 100 Frauen.
Alle Angaben zum mittleren Einkommen beziehen sich auf den Median. Das mittlere Haushaltseinkommen betrug 32.588 US$, in den Familien waren es 36.165 US$. Männer hatten ein mittleres Einkommen von 29.321 US$ gegenüber 21.959 US$ bei Frauen. Das Pro-Kopf-Einkommen betrug 12.489 US$. Etwa 16 % der Familien und 20,3 % der Gesamtbevölkerung lebte unterhalb der Armutsgrenze; das betraf 26 % der unter 18-Jährigen und 17,6 % der über 65-Jährigen.

### Census 2010
Nach der Volkszählung von 2010 gab es in Grandview 10.862 Einwohner, 2.996 Haushalte und 2.459 Familien. Die Bevölkerungsdichte betrug 673,2 pro km². Es gab 3.136 Wohneinheiten bei einer mittleren Dichte von 194,4 pro km².
Die Bevölkerung bestand zu 55,2 % aus Weißen, zu 0,9 % aus Afroamerikanern, zu 0,6 % aus Indianern, zu 0,5 % aus Asiaten, zu 0,1 % aus Pazifik-Insulanern, zu 38,8 % aus anderen „Rassen“ und zu 4 % aus zwei oder mehr „Rassen“. Hispanics oder Latinos „jeglicher Rasse“ bildeten 79,7 % der Bevölkerung.
Von den 2996 Haushalten beherbergten 57,1 % Kinder unter 18 Jahren, 54,5 % wurden von zusammen lebenden verheirateten Paaren, 18,5 % von alleinerziehenden Müttern und 9 % von alleinstehenden Vätern geführt; 17,9 % waren Nicht-Familien. 14,2 % der Haushalte waren Singles und 5,6 % waren alleinstehende über 65-jährige Personen. Die durchschnittliche Haushaltsgröße betrug 3,6 und die durchschnittliche Familiengröße 3,9 Personen.
Der Median des Alters in der Stadt betrug 26,3 Jahre. 37 % der Einwohner waren unter 18, 11,2 % zwischen 18 und 24, 26,8 % zwischen 25 und 44, 17,1 % zwischen 45 und 64 und 7,9 65 Jahre oder älter. Von den Einwohnern waren 50 % Männer und 50 % Frauen.

## Persönlichkeiten

### Söhne und Töchter der Stadt
- Pete Rademacher (1928–2020), Schwergewichtsboxer

### Persönlichkeiten mit Bezug zur Stadt
- Janet Waldo (1919–2016) – Radiosprecherin und Stimmkünstlerin
- Margaret Rayburn (1927–2013) – Pädagogin, Abgeordnete im Washington House of Representatives[5]
- Matt Fleener & Heath Riplinger – lokale Helden, Band-Mitglieder von KENO

## Hauptverkehrsstraßen
- Interstate 82